# Distrito de Florencia de Mora
El distrito de Florencia de Mora es uno de los doce que conforman la Provincia de Trujillo, ubicada en el departamento de La Libertad, en el Norte del Perú.

## Límites
El Distrito de Florencia de Mora limita al:
| Noroeste: Distrito de El Porvenir, Distrito de La Esperanza | Norte: Distrito de El Porvenir | Nordeste: Distrito de El Porvenir                      |
| Oeste: Distrito de La Esperanza                             |                                | Este: Distrito de El Porvenir                          |
| Suroeste: Distrito de Trujillo                              | Sur: Distrito de Trujillo      | Sureste: Distrito de Trujillo, Distrito de El Porvenir |

## Nombre
El nombre que lleva este distrito, es un homenaje a la filántropa y encomendera Florencia de Mora  Pizarro, sobrina del conquistador Francisco Pizarro, que vivió en la ciudad de Trujillo durante los primeros años de la conquista. Sus obras religiosas y su ayuda a los indígenas con la donación de tierras, hizo que se la conociese como "La orquídea de América".

## Historia
Este distrito fue creado el 23 de septiembre de 1985, durante el primer gobierno de Alan García Pérez. Anteriormente fue parte del distrito de El Porvenir.

## Geografía
Se constituye como un único centro poblado el mismo que también forma parte de la ciudad de Trujillo, se ubica aproximadamente a unos 4 kilómetros al norte del centro histórico de Trujillo. 
Abarca una superficie de 2,99 km² y está a una altitud de 40 metros sobre el nivel del mar y a 6 km del océano Pacífico.

## División administrativa
Territorialmente está organizado en doce barrios medianamente consolidados, con niveles básicos de equipamientos comunales y un 95 % de cobertura en agua potable, alcantarillado y 95 % de electrificación.

### Barrios
A la fecha existen 10 barrios los cuales son los siguientes:
- Luis Alva Castro
- Indoamericano
- Luis de las Casas
- Tierras del Sol
- Los Laureles
- Víctor Raúl
- Los Sauces
- Nueva Florencia
- Dinámica
- Apóstol Santiago
- La cabaña

## Población
Según el censo del año 2007 fue censada una población de 21.150 habitantes y según proyecciones del INEI el año 2014 tiene una poblacíón estimada de 22 104 habitantes.
Cuenta con más de 40 sectores. Al principio de sus orígenes, la porción era más pequeña por la poca cantidad de habitantes de la localidad que con el transcurrir del tiempo ha ido incrementando.
El distrito atraviesa por múltiples problemas sociales siendo los más predominante la delincuencia y la expansión urbana.

## Hitos urbanos
El uso de suelo característico del distrito es el residencial, que se complementa con actividades productivas originando usos mixtos de vivienda comercio y vivienda taller. 
Generalmente la gente trujillana divide al distrito en dos secciones: Parte baja y Parte alta. Actualmente la avenida principal de la Parte baja de este distrito es la avenida 26 de Marzo. 
Las principales actividades económicas que desarrolla la población se ubican en el sector terciario (comercio informal y otros), siendo significativa la presencia creciente de microempresas productivas de calzado, muebles, metal mecánica, entre otras. 
La principal avenida del distrito es la avenida 26 de marzo, ubicada en la parte baja del mismo.
Otras avenidas importantes son igualmente:
- Av 12 de Noviembre.
- Calle 5 de Noviembre.
- Calle 8 de Octubre.
- Calle 9 de Octubre.
- Jirón 17 de Agosto
- Av. 31 de Enero

### Centros de salud
Entre los centros hospitalarios, cuenta principalmente con los siguientes centros de salud:
- Hospital I de Florencia de Mora (Manuel Cipriano Rafael)- ESSALUD.
- Hospital Materno Infantil de El Esfuerzo (MINSA).

### Centros de educación
Entre los centros educativos con los que cuenta, están:
- Institución Educativa Nacional Túpac Amaru II.
- Institución Educativa Nacional Jorge Basadre.
- Institución Educativa Nacional Generalísimo José de San Martín.
- Institución Educativa de Nivel Primaria "Municipal 80031"
- Institución Educativa Parroquial Virgen de la Puerta.
- Institución Educativa Parroquial San Patricio.
- Institución Educativa Particular Yachay wasi.
- Institución Educativa Particular Ciro Alegría.
- Institución Educativa Particular Mis Talentos
- Institución Educativa Particular Hans Kelsen
- Institución Educativa Particular Benjamin Carson

Cuenta con un único Instituto de Educación Superior.
- Institución Educativa particular Graci asporco germe.
- Institución Educativa Municipal N.º 251

Institución Educativa Particular Cristiana "Belén"

### Centros policiales
Igualmente cuenta con 2 centros policiales ubicados en:
- Parque Santa Rosa.
- Calle 9 de Octubre florencia plaza

### Centros religiosos católicos
- Iglesia de San Patricio,
- Iglesia Virgen de la Puerta,
- Iglesia de Santo Toribio.

### Centros de servicios
Entre los mercados más destacados del distrito tenemos:
- El Mercado 16 de Enero.
- El Mercado Manuel Ciapriano
- El Mercado la Unión

Actualmente Florencia de Mora cuenta con todos los servicios básicos de una población urbana con son:
- Agua y desagüe.
- Luz eléctrica.
- Servicio de Gas Natural
- Teléfono: Móvil y Fija.
- Servicios de Internet (Cabinas públicas y particular).

Así como mercados, farmacias, ferreterías, restaurantes, bares, etc.
Dentro de los servicios de transporte público cuenta con varias líneas urbanas:
- Empresa Virgen de La Puerta.
- Empresa Señor de los Milagros
- Empresa Salaverry.

Como también cuenta con varias líneas de combis, mototaxis.

## Autoridades

### Municipales
El primer alcalde fue Manuel Cipriano Rafael.
- 2023-2026
  - Alcalde: Wilson Enrique Toribio Vereau, del movimiento regional Trabajo más Trabajo (TMT)
- 2019 - 2022
  - Alcalde: Hernán Hermes Cabeza Cortez, del partido Alianza para el Progreso (APP).
  - Regidores: Arnold Erick Jara Vásquez, Luis José Quispe Rosas, Diana Janet Alfaro Gil, Diana María Cabrera Castillo, María Consuelo Trujillo López, Cristhian Raúl Alvarado Gordillo, José Walter Gil Cruz.
- 2015 - 2018
  - Alcalde: Wilson Enrique Toribio Vereau, del Partido Aprista Peruano (PAP).
  - Regidores:Oscar Aurelio Marquina Lavado (PAP), Mirtha Magali Córdova Zavaleta (PAP),
- 2011 - 2014[5]
  - Alcalde: Wilson Enrique Toribio Vereau, del Partido Aprista Peruano (PAP).
  - Regidores:  Oscar Aurelio Marquina Lavado (PAP), José Walter Gil Cruz (PAP), Sandra Ysabel Rojas Vargas (PAP), Mirtha Magali Córdova Zavaleta (PAP), Jhon Elvis López Polo (PAP), Raúl Manuel Valverde Pozo (Súmate-Perú Posible), Wilmer Santos Alegre Rojas (Súmate-Perú Posible).[6]
- 2007 - 2010
  - Alcalde:Wilson Enrique Toribio Vereau, del Partido Aprista Peruano (PAP).
  - Regidores:  Oscar Aurelio Marquina Lavado (PAP), José Walter Gil Cruz (PAP), Sandra Ysabel Rojas Vargas (PAP), Mirtha Magali Córdova

### Policiales
- Comisario:  PNP.

### Religiosas
- Arquidiócesis de Trujillo[7]
  - Arzobispo de Trujillo: Monseñor Héctor Miguel Cabrejos Vidarte, OFM.[8]
- Parroquia
  - Párroco: Pbro.  .